# Залевский, Богдан Генрихович
Богдан Генрихович Залевский (1873 — 20 декабря 1918, Варшава) — агроном, депутат Государственной думы I созыва от Седлецкой губернии.

## Биография
Польский дворянин. Окончил агрономическое отделение Технического института  в Жамблу (Бельгия) и университет в Люттихе. Получил образование агронома. Окончив учёбу вернулся в Российскую империю, развивал сельское хозяйство в своем собственном имении Антопол. Принимал участие в работе различных хозяйственных и финансовых организаций. Организовывал агрономические лекции для крестьян. Директор Седлецкого общества взаимного кредита. Член Седлецкого сельскохозяйственного общества. Публиковал брошюры по экономике сельского хозяйства.
20 апреля 1906 избран в Государственную думу I созыва от общего состава выборщиков Седлецкого губернского избирательного собрания. Был членом Польского коло. Подписал заявление 27 членов Государственной думы, поляков, об отношениях Царства Польского и Российской империи на основании Основных государственных законах 23 апреля 1906.
Состоял выборщиком в избирательную кампанию в Государственную думу II созыва. Основал и стал директором Краевой винокуренной компании в Варшаве, с 1911 года член и вице-президент Правления Северо-3ападной винокуренной компании в Вильно.
В начале Первой мировой войны 1914—1918 был в Витебской губернии. После февраля 1917 вернулся к политической деятельности. 3—9 августа 1917 года участвовал в Польском политическом съезде в Москве.
Осенью 1917 года его имение Водички было разорено крестьянами. В конце 1917 года Залевский был арестован большевиками, приговорен к расстрелу. При расстреле получил тяжелые ранения, но остался жив и смог в 1918 году добраться до Варшавы, где скончался 20 декабря того же 1918 года.

### Рекомендуемые источники
- Brzoza Cz., Stepan K. Poslowie polscy w Parlamente Rosyjskim, 1906-1917: Slownik biograficzny. Warszawa, 2001.
- Bohdan Henryk Zaleski (ID: zi.7.68.o)
- Российский государственный исторический архив. Фонд 1278. Опись 1 (1-й созыв). Дело 90. Лист 34, 35; Фонд 1327. Опись 1. 1905 год. Дело 143. Лист 182 оборот.